# 佩爾蒂埃海峽

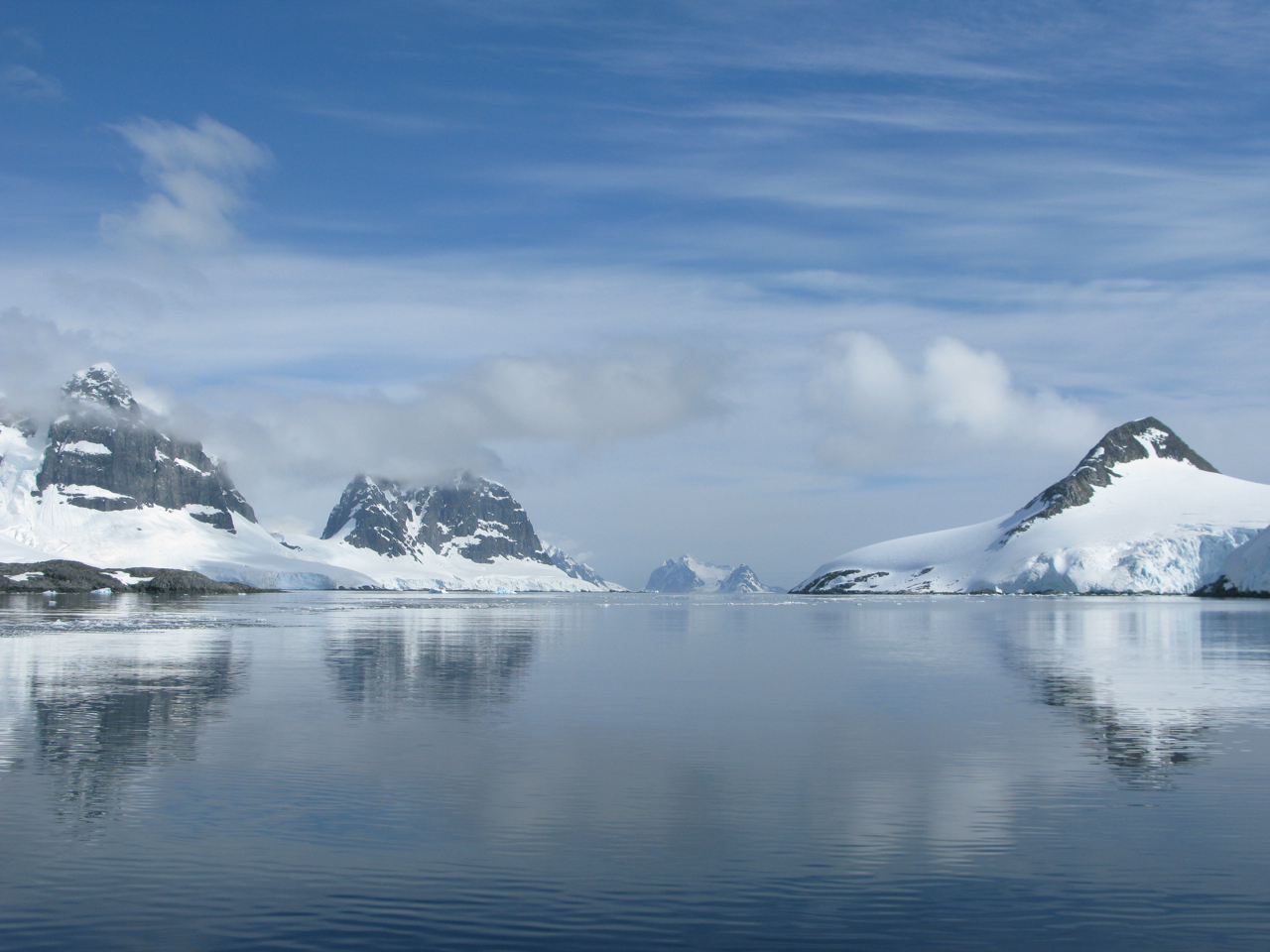

64°52′S 63°32′W / 64.867°S 63.533°W
佩爾蒂埃海峽（英語：Peltier Channel）是南極洲的海峽，位於帕默群島，長11公里，由讓-巴蒂斯特·夏古率領的法國探險隊發現，以該國的物理學家命名，現時由南極條約體系管理。